# Rapide (singolo)
Rapide è un singolo del cantautore italiano Mahmood, pubblicato il 16 gennaio 2020 come primo estratto dal secondo album in studio Ghettolimpo.

## Pubblicazione
L'artista ha annunciato il singolo su Instagram come parte di un nuovo progetto discografico che sarebbe stato accompagnato da un tour europeo durante il 2020, tuttavia posticipato all'anno successivo a causa della pandemia di COVID-19.

## Video musicale
Il video, diretto da Attilio Cusani, è stato pubblicato il 23 gennaio 2020 attraverso il canale YouTube del cantante.

## Tracce
Testi di Alessandro Mahmoud, musiche di Dario Faini e Francesco Catitti.
Download digitale, streaming
1. Rapide – 4:03

Download digitale, streaming – versione acustica
1. Rapide (Acoustic) – 4:03

## Formazione
- Mahmood – voce
- Dardust – produzione, pianoforte
- Carmelo Patti – strumenti ad arco
- Francesco Fugazza – programmazione dei sintetizzatori
- Marcello Grilli – programmazione dei sintetizzatori
- Francesco "Katoo" Catitti – registrazione
- Massimo Cortellini – montaggio parti vocali
- Andrea Suriani – missaggio
- Pino "Pinaxa" Pischetola – mastering

## Successo commerciale
In Italia Rapide ha raggiunto la quinta posizione della Top Singoli, risultando essere il 19º brano più trasmesso dalle radio al termine dell'anno.

## Classifiche

### Classifiche settimanali
| Classifica (2020) | Posizione massima |
| ----------------- | ----------------- |
| Italia            | 5                 |

### Classifiche di fine anno
| Classifica (2020) | Posizione |
| ----------------- | --------- |
| Italia            | 33        |